# Coulommiers (kaas)
Coulommiers is een Franse kaas van het type witschimmelkaas, gemaakt van koemelk. De oorsprong van de kaas ligt in het gebied van de Seine-et-Marne, rond het plaatsje Coulommiers, waar de kaas vroeger op de markt aangeboden werd. Door sommige producenten wordt hij onder de naam Brie de Coulommiers op de markt gebracht.
De Coulommiers wordt vrijwel identiek aan de Brie geproduceerd, hij lijkt er qua smaak ook sterk op. De Coulommiers is wel een stuk kleiner dan de Brie, zit met z’n 14 cm diameter tussen de Brie en de Camembert in.
De fabricage van de Coulommiers vindt zowel industrieel als op de boerderij plaats, zij het dat de handmatig geproduceerde Coulommiers steeds moeilijker te vinden is. De handmatige productie op de boerderij gebeurt veelal nog met rauwe melk. De smaak van de kaas is iets sterker dan die van de Brie, de rijping van de kaas verloopt sneller (3-4 weken) dan bij de Brie.